# Manfred Schneider
Manfred Schneider (ur. 9 października 1941 w Schwerinie) – niemiecki wioślarz reprezentujący NRD, brązowy medalista olimpijski.

## Kariera
Wystąpił na igrzyskach olimpijskich w Meksyku w 1968, zajmując siódme miejsce w ósemkach. Na rozgrywanych cztery lata później igrzyskach olimpijskich w Monachium osada NRD w składzie: Hans-Joachim Borzym, Jörg Landvoigt, Harold Dimke, Manfred Schneider, Hartmut Schreiber, Manfred Schmorde, Bernd Landvoigt, Heinrich Mederow i Dietmar Schwarz (sternik) zdobyła brązowy medal. W finale o 2,73 sekundy wyprzedziła ich osada Nowej Zelandii i o 0,06 sekundy osada USA.
Zdobył ponadto srebrny medal w czwórkach ze sternikiem na mistrzostwach Europy w Kopenhadze (1971).
W 1971 zdobył mistrzostwo kraju w czwórkach ze sternikiem. Po zakończeniu kariery ukończył studia na kierunku politologii, pracując później w dziale finansowym klubu SC Dynamo Schwerin.